# Líza dobývá svět
Líza dobývá svět (v anglickém originále Lisa with an 'S') je 7. díl 27. řady (celkem 581.) amerického animovaného seriálu Simpsonovi. Scénář napsala Stephanie Gillisová a díl režíroval Bob Anderson. V USA měl premiéru dne 22. listopadu 2015 na stanici Fox Broadcasting Company a v Česku byl poprvé vysílán 1. června 2016 na stanici Prima Cool.

## Děj
Homer, Vočko, Lenny, Carl a Barney začínají epizodu zpěvem parodie na píseň „Tonight“, když se připravují na pokerový večer ve Vočkově baru. Při odchodu Homer slíbí Líze, že pokud vyhraje, zaplatí jí účast na elitním táboře, na který byla přijata a jenž je nejlepším na jejich straně řeky Mississippi (o které straně mluví, není upřesněno). Homer však neuspěje na plné čáře a nakonec prohraje 5 000 dolarů s broadwayskou legendou Laney Fontaineovou, která nyní chodí s Vočkem, protože má licenci na prodej alkoholu. Snaží se Laney přesvědčit, aby mu peníze vrátila, a pozve ji na večeři, aby jí ukázal, jak jsou na tom mizerně. Líza ji požádá o zazpívání písničky, zatímco ona bude hrát na saxofon, díky čemuž si Laney uvědomí, že Líza má velký talent a mohla by se stát slavným dítětem showbyznysu. Nabídne jí, že dluh vyrovná, pokud bude moci Lízu vzít na měsíc do New Yorku, aby vystupovala v jejích představeních na Broadwayi. Marge se zdráhá, ale souhlasí poté, co dědeček řekne, že to může být pro Lízu jediná příležitost, jak si splnit svůj sen. 
V New Yorku Líza po setkání se svým bývalým učitelem baletu Chazzem Busbym snadno projde konkurzem a je obsazena do jednoho z broadwayských představení. Později se Marge během rozhovoru přes Skype domnívá, že Líza na tom není dobře, a rozhodne se vzít rodinu do New Yorku, aby ji získala zpět. Cestou tam se rodina setká s amišským bratrancem Neda Flanderse Jacobem v Pensylvánii a dozví se, že Ned je nyní považován za „ultra liberála“ a černou ovci, protože žije v moderním světě. V New Yorku si Simpsonovi – a dokonce i Marge – uvědomí, že Líza do světa broadwayských show zapadá, a rozhodnou se vrátit do Springfieldu bez ní. Laney vidí zklamanou Marge a okamžitě Lízu z představení vyhodí s odůvodněním, že Líza dostala víc potlesku než ona, a Líza se tak může s rodinou vrátit domů. 
Epizoda končí tím, že Homer vezme Jacoba k Nedovi domů, kde dá Jacob svému bratranci najevo, že se provinil pýchou. Oba se usmíří tím, že se s Homerem obejmou, což ho velmi rozčílí.

## Přijetí
Díl dosáhl ratingu 2,3 a sledovalo jej 5,64 milionu diváků, čímž se stal nejsledovanějším pořadem večera na stanici Fox.
Dennis Perkins z The A.V. Clubu udělil epizodě známku C+ se slovy: „Mohla by se tato hromada napůl realizovaných zápletek spojit v uspokojivou epizodu Simpsonových? Jistě – pokud by některá z nich byla vtipná sama o sobě nebo pokud by se nakonec nějak propojily. Místo toho díl jen tak nějak existuje, což je závěrečný popis mnoha epizod z poslední doby (i když v této řadě se objevilo i několik skutečně skvělých dílů). Nebylo to propastné, ale ani k vzteku – alespoň by bylo o čem mluvit.“.